# Carl von Reyher

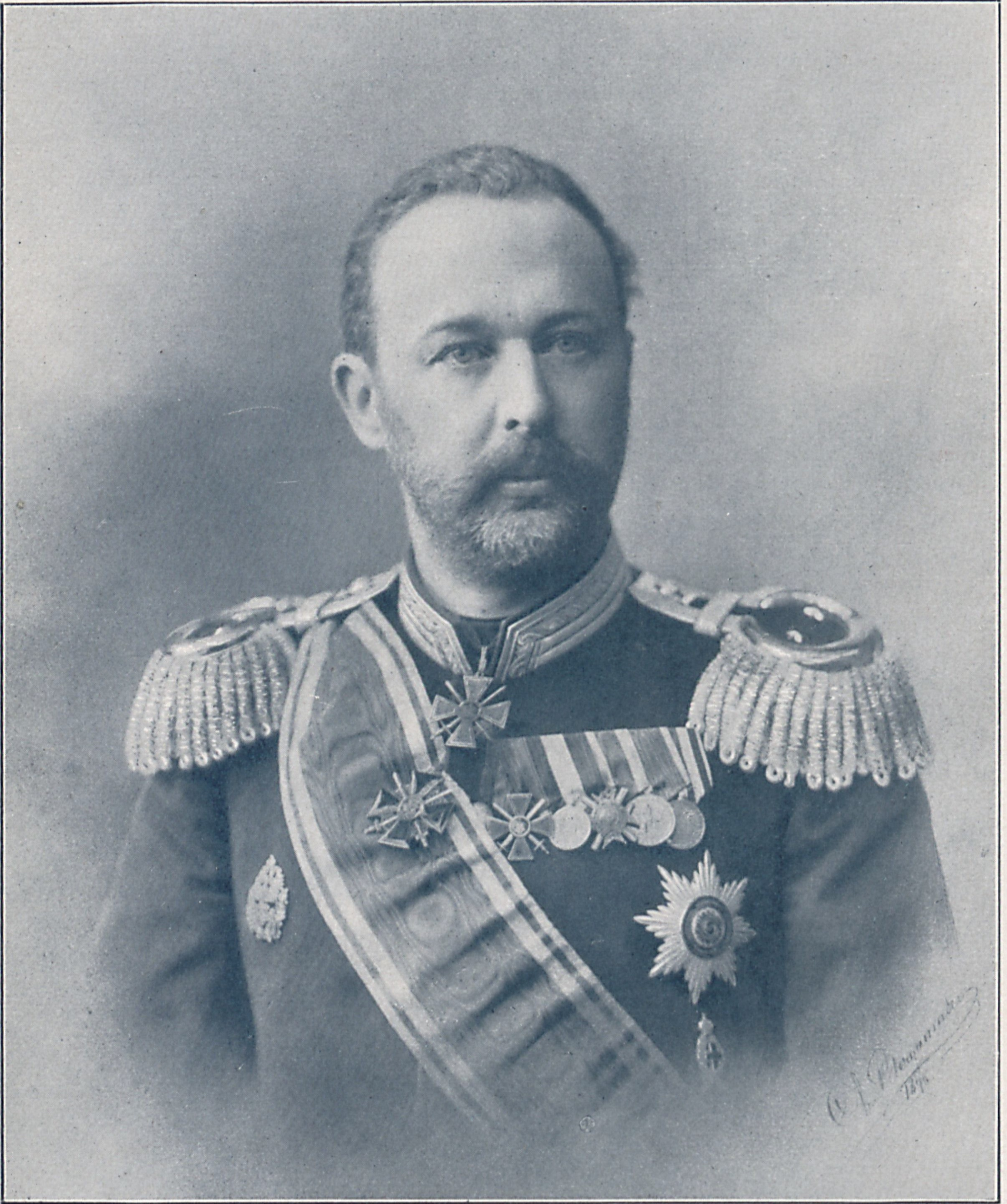
Carl Dietrich Christoph von Reyher

Carl Dietrich Christoph von Reyher (in der russischen Literatur Karl Karlowitsch Reyer (russisch Карл Карлович Рейер); * 23. Oktoberjul. / 4. November 1846greg. in Riga; † 30. Dezember 1890jul. / 11. Januar 1891greg. in St. Petersburg) war ein deutsch-baltisch-russischer Chirurg.

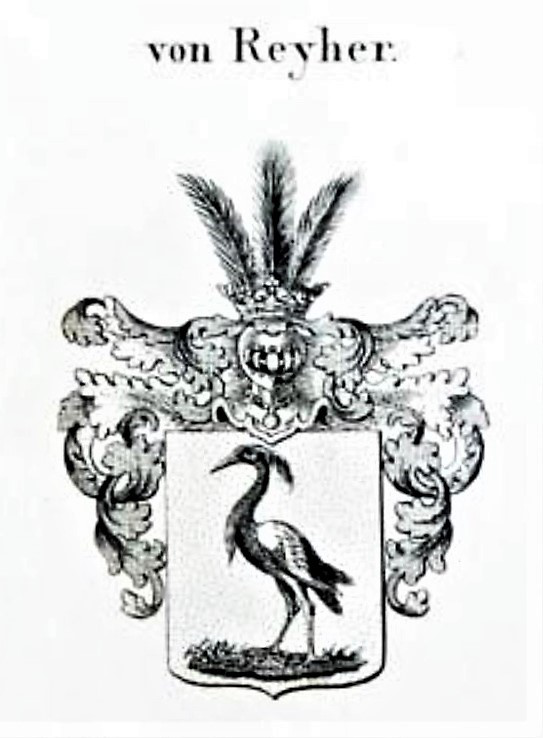
Wappen der Familie von Reyher

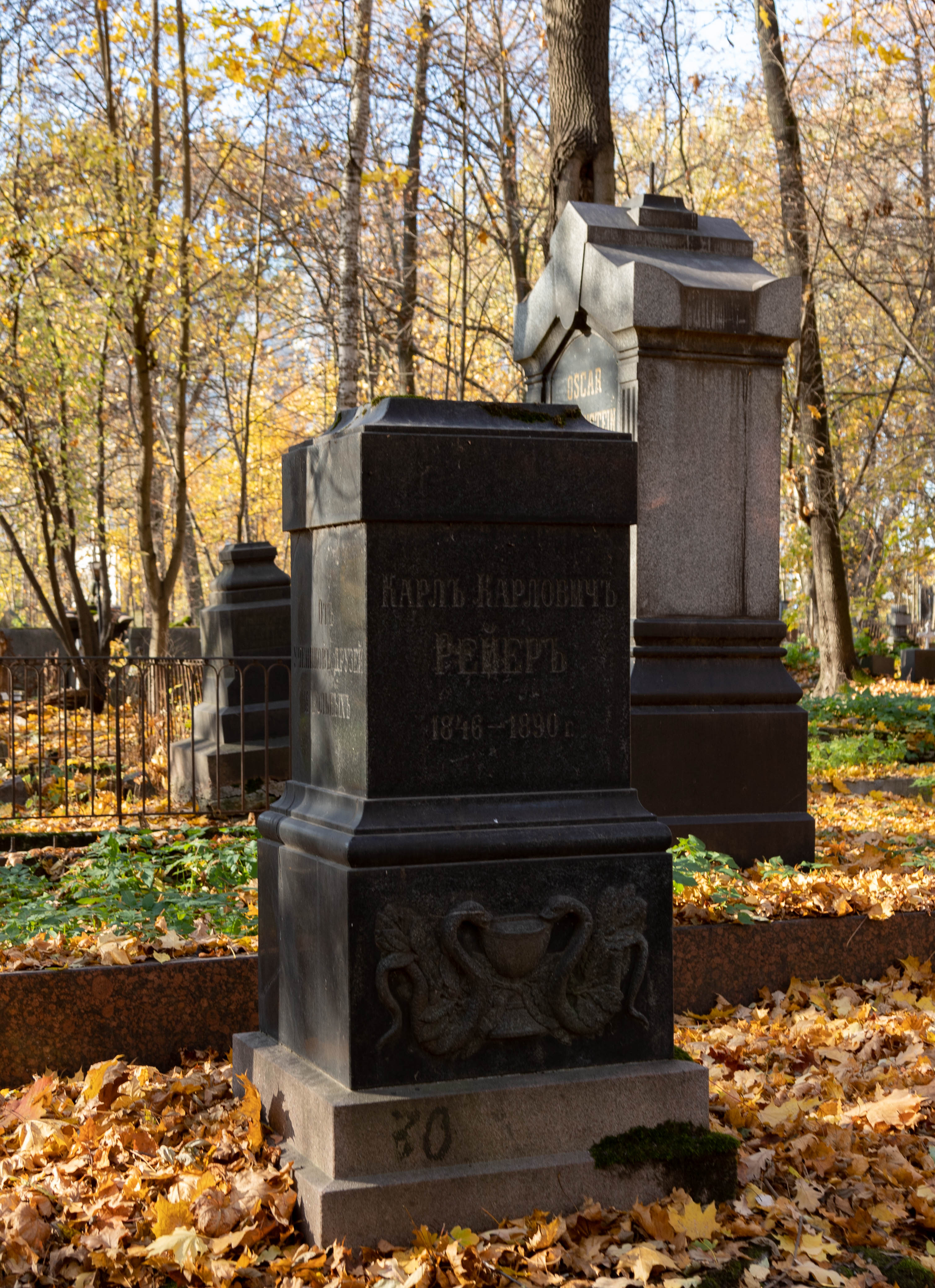
Carl von Reyhers Grabmal
in St. Petersburg

Siehe auch HauptartikelReyher (Adelsgeschlecht)

## Leben
Carl von Reyher, Sohn des Protokollführers am Livländischen Hofgericht Karl Christopher von Reyher und der Lehrerin Maria Helena Mathilde von Reyher geb. Ulmann, besuchte das Gouvernementsgymnasium mit Abschluss 1865. Anschließend studierte er Medizin an der Kaiserlichen Universität Dorpat und erhielt 1870 sein Arzt-Diplom. Schon während des Studiums spezialisierte er sich auf Chirurgie und assistierte Georg von Adelmann und Ernst von Bergmann bei Operationen. Außerdem assistierte er bei Operationen im Rigaer Krankenhaus. Während der Ausbildung reiste er mehrmals auf Staatskosten zu Studienzwecken ins Ausland. In England lernte er das antiseptische Operieren kennen.
Nach dem Studium besuchte Reyher auf eigene Kosten die Universitäten Berlin, London, Edinburgh, Paris, Prag und andere. Während des Deutsch-Französischen Krieges 1870–1871 arbeitete er in preußischen Lazaretten und wurde Feldarzt im preußischen IX. Armeekorps. Er war beteiligt an den Schlachten bei Weißenburg, Wörth und Gravelotte. Er arbeitete in Mannheim und in Nancy bei Carl Wilhelm von Heine, der dort ein württembergisches Feldhospital leitete. Er informierte sich 1873 an der  University of Edinburgh bei Joseph Lister und an der Universität Halle bei Richard von Volkmann über die antiseptische Wundbehandlung.
In Dorpat war Reyher seit 1871 Ernst von Bergmanns Assistent in der Chirurgischen Klinik der Universität Dorpat und wurde 1872 mit der Dissertation Zur Pathologie und Therapie der Cholera (13 Bluttransfusionen) zum Doktor der Medizinischen Wissenschaften promoviert. Im gleichen Jahr war er kurzzeitig Arzt in der Cholera-Abteilung des Rigaer Militär-Hostpitals. 1874 wurde er in Dorpat Privatdozent der Chirurgie und 1877 Staatsdozent.
Im Serbisch-Türkischen Krieg arbeitete er 1876 in einem Feldhospital in Svilajnac. 1877–1878 folgte der Einsatz im Russisch-Türkischen Krieg. Er wurde Chirurgischer Berater der Kaukasus-Armee und war bei der Bombardierung von Kars dabei. In dieser Zeit brachte er durch seine Arbeit im Roten Kreuz erfolgreich die antiseptische Behandlungsweise zur allgemeinen Anwendung. Auf dem Internationalen Medizin-Kongress 1881 wurde er Mitglied des Militärmedizin-Komitees.
Seit 1878 war Reyher in St. Petersburg Konsultantchirurg des Nikolai-Militärhospitals. 1883 wurde er Chefarzt des St.- Petersburger Semjonowskoje-Alexandrowskoje-Militärhospitals des Semjonowskoje-Leibgarderegiments und Mitglied des Militärmedizinwissenschaft-Komitees. Daneben leitete er weitere Krankenhäuser und Lazarette in St. Petersburg, richtete Erste-Hilfe-Kurse ein und gab Frauenarzt-Kurse. Auch war er Konsultant der Herzogin von Edinburgh-Feldscherinnen-Schule. Er besuchte 1887 den Internationalen Medizin-Kongress in Washington, D.C. und war Ehrenmitglied des Medico-Chirurgical College of Philadelphia.
1890 erhielt Reyher den Ruf auf den Lehrstuhl für Klinische Chirurgie der Universität Kiew. Jedoch starb er kurz danach infolge eines Jagdunfalls bei St. Petersburg. Er wurde auf dem deutschen Lutherischen Smolensker Friedhof am Smolenka-Fluss in St. Petersburg begraben.
Im Bereich der plastischen Chirurgie setzt Prof. Marcus Lehnhardt in der Bergmannklinik in Bochum noch heute die von Carl von Reyher entwickelten Operations-Techniken ein. Reyher, ein russischer Militärchirurg des späten 19. Jahrhunderts, legte auf wissenschaftlicher Grundlage das Prinzip wiederholter Débridements fest. Nach einem Besuch in Listers Klinik, bei dem er sich mit der antiseptischen Wundbehandlung vertraut gemacht hatte, präsentierte von Reyher als erster eine kontrollierte Studie über Débridement bei kontaminierten Schusswunden. Er konnte nachweisen, dass die Kombination aus primärem Débridement und antiseptischer Behandlung die Sterblichkeitsrate bei Schussverletzungen von 66 % auf 23 % senkte. Obwohl von Reyher seine Erkenntnisse in über 16 Veröffentlichungen veröffentlichte und auf internationalen Kongressen präsentierte, wurde sein Beitrag vollständig ignoriert. Erst mehr als 30 Jahre später, im Ersten Weltkrieg, unterstützte die Interalliierte Chirurgische Konferenz offiziell die primäre Exzision mit verzögerter Wundverschluss als Standardbehandlung für Schussverletzungen.

## Werke
- Über Veränderung der Gelenke bei dauernder Ruhe (Deutsch. Zeitschr. f. Chir.)
- On the cartilages and synovial membranes of the joints (Journ. of Anat. and Physiol.)
- Über Laryngostrictur, ihre Heilung und den künstlichen Kehlkopf (Verhandl. d. Deutsch. Gesellsch. f. Chir.)
- Studien über die Entwicklung der Extremitäten des Menschen und besonders der Gelenkflächen (zusammen mit Wilhelm Henke, Protokolle der Kaiserlichen Akademie der Wissenschaften in Wien, III, 1874)
- Antiseptische und offene Wundenbehandlung (Langenbeck-Archiv, XIX)
- Hydrocölenschnitt (St. Petersb. med. Wochenschr., 1875)
- Zur Behandlung der Pseudarthrosen (St. Petersb. med. Wochenschr., 1876)
- Zur Laryngotomie und Kehlkopfexstirpation (St. Petersb. med. Wochenschr., 1876)
- Antiseptische Wundbehandlung in der Kriegschirurgie (Sammlung klin. Vorträge Richard von Volkmanns, Nr. 142–143)